# I. e. 550-es évek
Évszázadok: i. e. 7. század – i. e. 6. század – i. e. 5. század
Évtizedek: i. e. 600-as évek – i. e. 590-es évek – i. e. 580-as évek – i. e. 570-es évek – i. e. 560-as évek – i. e. 550-es évek – i. e. 540-es évek – i. e. 530-as évek – i. e. 520-as évek – i. e. 510-es évek – i. e. 500-as évek
Évek: i. e. 559 – i. e. 558 – i. e. 557 – i. e. 556 – i. e. 555 – i. e. 554 – i. e. 553 – i. e. 552 – i. e. 551 – i. e. 550

## Események
- Felépül az epheszoszi Artemisz-templom.
- A pénzverés kezdete Lüdiában.
- Nabú-naid babiloni király 10 évre az arab sivatagba költözik.
- Nagy Kürosz egyesíti a két perzsa királyságot és a Méd Birodalom megdöntésével létrehozza az Óperzsa Birodalmat.
- Perzsiában postaszolgálat működik.

## Híres személyek
- Nabú-naid
- II. Kürosz ansani (perzsa) király
- II. Jahmesz egyiptomi fáraó
- Istuviga méd király
- Kroiszosz lüd király
- Khilón ephorosz Spártában